# 上海江南长兴造船
上海江南长兴造船有限责任公司 (Shanghai Jiangnan-Changxing Shipbuilding Company Limited)是沪东中华造船（集团）有限公司的控股子公司，成立于2006年12月7日，位于上海长兴岛，主营业务为船舶制造。公司注册资本23.09亿元人民币，其中沪东中华造船（集团）有限公司占51%，宝钢集团有限公司占35%，上海外高桥造船有限公司占14%。公司主要产品有7.6万吨巴拿马型散货船、17.6万吨和17.7万吨级好望角型散货船、29.7万吨级油轮。

## 主要设施
公司在长兴岛占地面积170.8万平方米，建筑面积34.1万平方米，拥有岸线1322米。主要设施包括：
- 520米×76米船坞一座
- 510米×106米船坞一座
- 600吨门式起重机四台
- 舾装码头泊位4个